# Nokia 6100
Nokia 6100 — мобильный телефон фирмы Nokia среднего ценового диапазона, выпускавшийся с 2002 по 2005 годы.
Nokia 6100 — самый лёгкий из выпускаемых компанией в то время телефонов с полноценной 12-клавишной клавиатурой. Вместе с батареей он весит всего лишь 76 граммов и имеет размеры 102 × 44 × 13,5 мм. Телефон поддерживает сменные панели X-Press On.
Экран Nokia 6100 имеет разрешение 128 × 128 точек и глубину цвета 12 бит (4096 цветов). Телефон обладает поддержкой GPRS, имеет инфракрасный порт, встроенный календарь и полифонические мелодии.
Данная модель производилась в Германии (как и некоторые другие мобильные телефоны марки Nokia тех же годов выпуска), несмотря на наличие собственного завода.